# Hypostomus ventromaculatus
Hypostomus ventromaculatus — вид сомоподібних риб з родини лорікарієвих. 

## Розповсюдження
Вид поширений на півночі Південної Америки між річками Ояпок та Суринам (Суринам, Французька Гвіана).

## Опис
Самці можуть досягати 25 см завдовжки.